# Саратовский театр оперы и балета
Саратовский академический театр оперы и балета — театр оперы и балета, основанный в 1875 году.

## История

Скульптурные фигуры женщин в нише фронтона театра, символизирующие Оперу (слева) и Балет

История саратовского музыкально-сценического искусства имеет богатое прошлое.

### 1803
В 1803 году в Саратове на Дворянской улице (ныне ул. Сакко и Ванцетти) открылся первый публичный театр помещика Григория Васильевича Гладкова. Это был театр, в котором играли крепостные актёры.
Репертуар театра Гладкова был обширным. В 1806 году в театре дали 28 комедий, 27 опер, 3 драмы и 3 трагедии. Но в 1807 году Гладков перевез свою театральную труппу в Пензу, где было отстроено небольшое театральное здание.
Однако на смену гладковскому театру в Саратове в 1810 году появился театр губернатора А. Д. Панчулидзева. Специальное театральное здание отстроили на центральной площади города, переименованной по такому поводу из Хлебной в Театральную. Этот театр долгие годы был единственным распространителем театрального искусства в губернии.

### 1860
В 1860 году в Саратове построили летний театр, который стал гастрольной площадкой для заезжих трупп и именитых исполнителей. Здесь в 1875 году прошли выступления первой русской оперной труппы под руководством видного театрального деятеля России, актёра и антрепренёра Петра Медведева. Основу репертуара составляли произведения русских композиторов: «Жизнь за царя» и «Руслан и Людмила» М. И. Глинки, «Русалка» А. С. Даргомыжского, «Рогнеда» А. Н. Серова, «Аскольдова могила» А. Н. Вертовского.
В 1887 году труппу возглавил ярчайший дирижёр России Иван Палицин. За дирижёрским пультом в разное время стояли блестящие дирижёры России А. Пазовский, В. Сук.

### 1928
Первая профессиональная труппа была создана в 1928 году под руководством балетмейстера С. Н. Кеворкова. В её репертуаре были балеты «Лебединое озеро», «Спящая красавица», «Щелкунчик» П. Чайковского, «Лауренсия» А. Крейна, «Каменный цветок» и «Золушка» С. Прокофьева и др. спектакли.
В годы Великой Отечественной войны состав оперной труппы пополнился солистами Большого театра России. В оркестре начали работать столичные музыканты. Целая эпоха в истории театра связана с именами артистки Ольги Павловны Калининой (сопрано) и главного дирижёра театра Ниссона Шкаровского.

### 1956
В 1956 году состоялись первые гастроли театра в Москве, получившие высокую оценку в центральной прессе. Заметным явлением сезона 1959 года стал спектакль «Риголетто», где главные партии исполнили выпускники Саратовской консерватории Галина Ковалёва и Юрий Попов, удостоенные впоследствии звания «Народный артист СССР».

### 1975
С 1975 года по настоящее время главным дирижёром театра является лауреат государственной премии, народный артист России Юрий Леонидович Кочнев.

### 1977
В 1977 году театр вновь был приглашён на гастроли в Москву. На сцене Большого театра прошли пятнадцать спектаклей. За высокие достижения в области музыкального искусства саратовскому театру было присвоено звание «академический».
В эти годы ярко раскрылся талант драматического сопрано народной артистки СССР Ольги Бардиной, одного из выдающихся баритонов России, народного артиста СССР Леонида Сметанникова, народных артистов России — меццо-сопрано Александры Рудес и сопрано Нелли Довгалевой.

### 1986

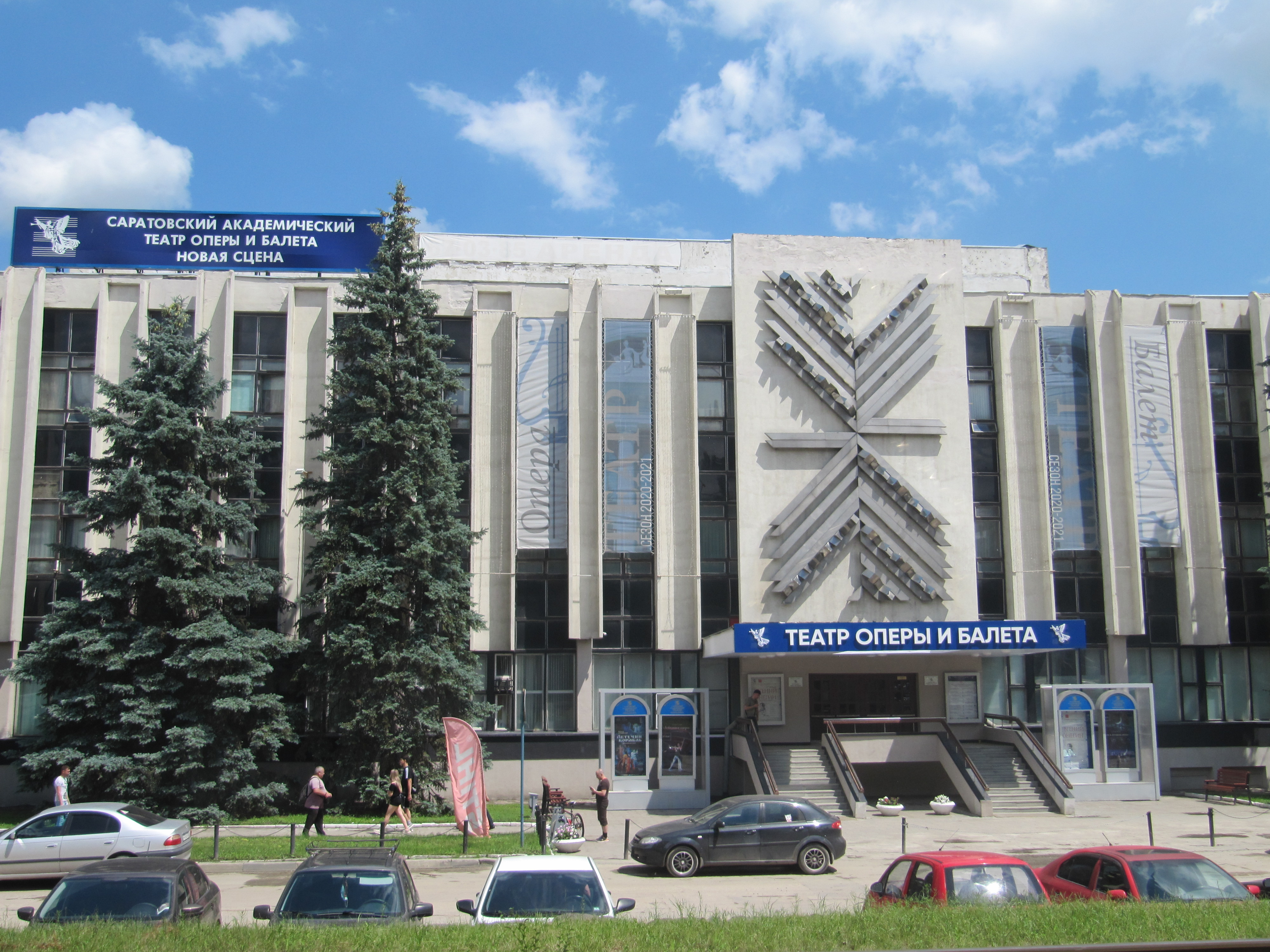
Театр оперы и балета (новая сцена) Саратов

Начиная с 1986 года театр ежегодно проводит музыкальный Собиновский фестиваль, в настоящее время приобретшего статус международного.

### Настоящее время
В настоящее время Саратовский академический театр оперы и балета обладает богатым, самобытным репертуаром. «Золотой фонд» составляет классика, постоянно обновляемая, сохраняющая современную художественную форму — «Хованщина» М. Мусоргского, «Князь Игорь» А. Бородина, «Евгений Онегин», «Пиковая дама» П. Чайковского, «Русалка» А. Даргомыжского, «Тангейзер» Р. Вагнера, «Вильгельм Телль» Дж. Россини, «Бал-маскарад», «Риголетто», «Травиата», «Трубадур» Дж. Верди. Не сходят со сцены оперные шедевры В. Моцарта («Волшебная флейта», «Свадьба Фигаро»), Дж. Пуччини («Тоска»), Д. Россини («Севильский цирюльник») и классика балетного искусства — «Лебединое озеро», «Щелкунчик», «Спящая красавица» П. Чайковского, «Жизель» А. Адана, «Дон Кихот» Л. Минкуса и многие другие.
На подмостках Саратовского театра обретают жизнь и многие сочинения современных авторов — опера «Маргарита» екатерингбургского композитора В. Кобекина (мировая премьера состоялась в марте 2007 г.), балеты «Конек горбунок» Р. Щедрина, «Юнона и Авось» А. Рыбникова, «Девушка и смерть» саратовского композитора В.Ковалёва, «Мистерия танго» на музыку аргентинского композитора А. Пьяццоллы, детские оперы и балеты И. Морозова, В. Агафонникова, В. Гокиели, Д. , Ж. Колодуб, С. Баневича.
Уровень музыкальной культуры театра определяют высокий профессионализм и мастерство наших солистов, имена которых известны не только в России, но и за рубежом: народные артисты СССР Л. Сметанников и Ю. Попов, народные артисты России В. Баранова, С. Костина, Л. Телиус, Н. Брятко, В. Верин, В. Григорьев, И. , заслуженные артисты России О. Кочнева, А. Багмат, Р. Гранич, Д. Курынов, В. Демидов.
Более 35 лет работает в театре художественный руководитель, главный дирижёр лауреат Государственной премии, народный артист России . Он осуществил свыше 50 постановок. Это классика и современность, произведения редко звучащие и исполняемые впервые, такие как «Крутнява» («Водоворот») Э. Сухоня, «Возвышение и падение г. Махагони» К. Вайля, «Волшебный стрелок» К. Вебера, «Тангейзер» Р. Вагнера, «Вильгельм Телль» Д.Россини и другие. В 2003 г. по результатам конкурса газеты «Музыкальное обозрение» стал победителем в номинации «Дирижер года».
С 2005 года театр реализует проект «Театр для студенческой молодежи ВУЗов г. Саратова». В рамках проекта показано более 30 спектаклей, театр посетило свыше 30 тысяч студентов и преподавателей ВУЗов города.
На открытии фестиваля 25 сентября 2008 года Саратовский театр оперы и балета с большим успехом представил премьеру 2007 года — театрализованный концерт на музыку Исаака Дунаевского «В стиле ретро».
Саратовский академический театр оперы и балета постоянно ведет работу с детской и молодёжной аудиторией. В 2004 году театром организован «Молодежный клуб любителей оперы и балета», который продолжает свою деятельность и в настоящее время. В рамках Клуба проводятся тематические встречи с участием ведущих солистов театра, художников, режиссёров, дирижёров; музыкальные и интеллектуальные викторины, творческие конкурсы, концертные программы. Участниками Клуба стали более 1000 детей из школ, лицеев, школ- интернатов и Детских домов г. Саратова. В 2009 году совместный проект Саратовского академического театра оперы и балета и Благотворительного фонда им. «Музыкальный театр для детей и молодежи села» выиграл грант Президента РФ (администрируется «Институтом проблем гражданского общества»). В ходе реализации проекта творческая группа театра посетила с образовательной программой 35 районов Саратовской области. С творческой деятельностью Саратовского академического театра оперы и балета познакомились более 13 тысяч сельских ребят. В рамках проекта была проведена конференция «Музыкальный театр для детей и молодежи», участие в которой приняли представители Москвы, Самары, Ростова-на-Дону, Кургана, Салавата, г. Чайковский, Новосибирска, Ставрополя и Киева.
Полная вместимость зала театра — 903 места.

### Ремонт театра
В апреле 2018 года губернатор Саратовской области Валерий Радаев о заявил о возможном сносе исторического здания театра из-за «деструктивных процессов в фундаменте». После проведения экспертизы было принято решение отремонтировать здание театра, председатель правительства РФ Дмитрий Медведев выделил Саратовской области 1,47 миллиарда рублей на сохранение объекта. В сентябре 2020 года начались работы по ремонту здания. Труппа театра оперы и балета на время ремонта переехала в ДК «Тантал»(ост. 2я Дачная). В ноябре 2020 года был произведен демонтаж пристройки с колоннадой.

## Премии
21 июля 2008 года председатель Правительства РФ Владимир Путин подписал Постановление о присуждении Саратовскому академическому театру оперы и балета премии Правительства РФ имени Фёдора Волкова за вклад в развитие театрального искусства России. Вручение премии состоялось в Ярославле в дни проведения Девятого Международного театрального фестиваля имени Фёдора Волкова.
В 1998 г. театр стал лауреатом, а в 2000 году победителем всероссийского конкурса «Окно в Россию», проводимого газетой «Культура», в номинации «Музыкальный театр года». Первое место присуждено, как отметило жюри, за репертуарную политику и художественные инициативы театра — такие, как системное проведение Собиновского музыкального фестиваля, развитие и укрепление творческих контактов с театрами и исполнителями России и зарубежья.
За первую постановку балета «Стальной скок» Сергея Прокофьева в России в хореографии Кирилла Симонова Юрий Кочнев получил звание лауреата премии «Золотая маска» 2016 года в номинации «Лучшая работа дирижёра». Премьера балета состоялась 20 мая 2015 года под управлением Юрия Кочнева, хореография Кирилла Симонова, сценография заслуженного художника России Сергея Болдырева, костюмы Ольги Колесниковой.

## Труппа театра

### Оперная
- Народный артист СССР Леонид Анатольевич Сметанников
- Народный артист России Николай Афанасьевич Брятко
- Народный артист России Виктор Сергеевич Григорьев
- Народная артистка России Светлана Викторовна Костина[9]

### Солисты оперы
| - Баранова Валентина - Колчина Оксана - Костина Светлана - Кочнева Ольга - Нестеренко Ксения - Сальникова Марина - Соболева Татьяна - Станиславова Галина - Федосеева Надежда - Шахова Анна | - Гринчук Татьяна - Даринцева Наталья - Демидова Марина - Дё Ольга - Каширина Светлана | - Баев Александр - Корчагин Павел - Ушаков Владимир - Алифан Виктор |

| - Багмат Александр - Гранич Роман - Демидов Виктор - Журков Михаил - Корнеев Александр - Потатурин Андрей - Сметанников Леонид - Халяпин Олег | - Вершинин Тимофей - Григорьев Виктор - Колесников Николай - Куценко Виктор - Иванов Илья - Петров Георгий | - Сажин Максим - Зайченко Анатолий - Алифан Виктор |

### Балетная
| - Руководство - Стецюр-Мова, Игорь Георгиевич — народный артист России, руководитель балетной труппы - Малащенко Игорь Михайлович — инспектор балета - Репетиторы балета - Камышникова Татьяна - Попова Тамара - Захарова Елена - Солисты балета - Афанасьева Екатерина - Григорян Анна - Гусарова Юлия - Князюкова Татьяна - Коршунова Валентина - Курышова Анжелика - Родионов Алексей - Савула Елена - Садакова Анастасия - Седов Александр - Тюрин Александр - Чернова Оксана - Концертмейстеры балета - Ванин Лев - Покровская Алла - Тураева Марина - Ведущие солисты балета - Бочков Пётр - Заслуженная артистка России Наталья Викторовна Колосова - Курынов Даниил - Михеев Алексей - Юлия Александровна Танюхина - Заслуженная артистка России Вера Александровна Шарипова | - Артисты балета - Антоненко Оксана - Григорян Лора - Гергель Дарья - Гарин Роман - Егорова Галина - Заря Евгения - Захарова Карина - Круглов Дмитрий - Ивкова Анна - Лобанова Валентина - Мешков Ярослав - Мигальникова Мария - Миронова Юлия - Макеева Наталья - Мустафина Аида - Нейжмакова Дарья - Прохорова Наталия - Родников Кирилл - Романов Дмитрий - Романова Елена - Сазонова Екатерина - Силкина Екатерина - Таякина Наталья - Терехов Александр - Тимошенко Кристина - Яркина Екатерина - Яцкая Елизавета |

### Оркестр
- Заслуженная артистка России Алла Геннадьевна Маркина - концертмейстер

### Хор
- Заслуженная артистка России Тадтаева, Людмила Григорьевна[13]

## Репертуар

### Оперы
- «Бал-маскарад» Джузеппе Верди
- «Волшебная флейта» В. А. Моцарт
- «Евгений Онегин» П. И. Чайковский
- «Иоланта» П. И. Чайковский
- «Кармен» Ж. Бизе
- «Пиковая дама» П. И. Чайковский
- «Риголетто» Джузеппе Верди
- «Русалка» А. Даргомыжский
- «Садко» Римский-Корсаков
- «Свадьба Фигаро» В. А. Моцарт
- «Севильский цирюльник» Дж. Россини
- «Тоска» Дж. Пуччини
- «Травиата» Джузеппе Верди
- «Трубадур» Джузеппе Верди
- «Хованщина» М. П. Мусоргский (редакция Д. Д. Шостаковича)
- «Укрощение строптивой» В. Шебалин
- «Тайный брак» Д.Чимароза
- «Орестея» С. И. Танеев
- «Мадам Баттерфляй» Джакомо Пуччини

### Оперетты
- «Бандиты» Ж. Оффенбах
- «Веселая вдова» Ф. Легар
- «Летучая мышь» И. Штраус
- «Принцесса цирка» И. Кальман
- «Сильва» И. Кальман
- «Цыганский барон» И. Штраус

### Балеты
- «Лебединое озеро» П. И. Чайковского
- «Щелкунчик» П. И. Чайковского
- «Бахчисарайский фонтан» Б. В. Асафьева
- «Жизель» А. Адана
- «Юнона» и «Авось» А. Рыбников
- «Казанова» на музыку Т. Альбинони, Л. ван Бетховена, А. Вивальди, В.-А. Моцарта, хореография М. Л. Лавровского[уточнить]
- «Тысяча и одна ночь» Ф. Амирова
- «Девушка и смерть» В. В. Ковалёва
- «Ромео и Джульетта» С. С. Прокофьева
- «Дон Кихот» Л. Минкуса, хореография А. Горского
- «Чиполлино» К. С. Хачатуряна, хореография Г. Майорова

### Детские спектакли
- «Морозко» В. Агафонников
- «Кот в сапогах» Л. Вайнштейн
- «Доктор Айболит»

### Театрализованные концерты
- «В стиле Ретро» на музыку Исаака Дунаевского
- «Царь Иудейский»